# Caimanes del Llano
Caimanes del Llano es un club de baloncesto colombiano de la ciudad de Villavicencio, Meta. Participa en la Liga Profesional de Baloncesto de Colombia con sede para los partidos de local en el Coliseo Álvaro Mesa Amaya.
El equipo fue presentado el 9 de mayo de 2025, previo a su debut en la temporada 2025-I, donde logró clasificar a la gran final tras vencer en cinco juegos a Toros del Valle.

## Palmarés

### Torneos nacionales
- Subcampeón de la Liga Profesional de Baloncesto (1): 2025-I